# Stylodactyloidea
Stylodactyloidea is een superfamilie van kreeftachtigen uit de klasse van de Malacostraca (hogere kreeftachtigen).

## Familie
- Stylodactylidae Spence Bate, 1888